# Протести у Сербії (2020)
Протести у Сербії 2020 — масові заворушення що виникли з 7 липня 2020 внаслідок невдоволень політикою президента Сербії Александра Вучича щодо COVID-19 та методами захисту від вірусу. Карантин було знято під час президентських виборів в країні а потім продовжено, це обурило громадськість і вона вдалася до погромів. Серед вимог припинення карантину та навіть відставка президента.

## Хід подій
7 липня місцеві жителі, студенти та члени громадського руху «Не дай Белграду потонути» зібралися перед Національною Асамблеєю на мирний протест. Багато з них носили маски і дотримувались соціальної дистанції. О 20:30 за місцевим часом протестувальники почали кидати каміння та пляшки в поліцейських, також було кинуто кілька смолоскипів. Близько 22:00 велика група штурмувала будівлю Національної асамблеї, серед яких були ультранаціоналісти та противники вакцинації під керівництвом Срджана Ного. Вони увійшли до будівлі, викрикуючи гасло «Сербіє, вставай». Сутички в будівлі продовжувалися протягом 15 хвилин. О 22:15 поліції вдалося повністю очистити будівлю, але сутички продовжувались на вулиці, де поліція обстрілювала протестувальників сльозогінним газом та використовувала бити проти, у відповідь протестувальники кидали каміння та пляшки. Сутички тривало всю ніч. Щонайменше 24 людини постраждали.
8 липня у Белграді ввечері протестувальники зібралися на тому ж місці, конфлікт поновився. Цього разу поліція отримала посилення кавалерієя та від жандармерії. Один з лідерів протесту Бошко Обрадович закликав жандармерію кидати щити та переходити на бік протестуючих. Лідер руху «Вільні громадяни» Сергій Трифунович намагався приєднатися до акцій протесту, але його відтіснили та змусили піти, він отримав удар по голові. Протестувальники спробували зайняти будівлю Національної асамблеї, але цього разу жандармерія та поліцейська кіннота їх зупинили. Потім сутички з поліцією тривали тривали в місті. Підпалювали поліцейські машини.
У Новому Саду о 18:00 тисячі протестувальників зібралися та вимагали відставки членів сербської урядової кризової ради щодо COVID-19, також відставки всіх членів уряду. Протестувальники знесли приміщення Сербської прогресивної партії, розбили вікно в приміщенні RTV та підпалили вхід до мерії.
Протестувальники пошкодили кафе MacDonald's, розташований поруч. Було розбито вікна мерії, туди кидали коктейлі Молотова і петарди. Поліція приїхала о 22:00, коли більшість протестувальників розійшлась, а решта кидали банки в поліцію що стріляла сльозогінним газом.
В Ниші та Крагуєваці також пройшли протести.
9 липня протестувальники влаштували сидячий протест перед будівлею Національної асамблеї, демонструючи що вони не хочуть насильства. Деякі протестувальники закликали інших людей у соціальних мережах, щоб ті носили білі футболки та сиділи на землі, щоб показати небажання заворушень, які тривали останні два дні. Багато з них зробили так.
На тлі протестів президент країни Александр Вучич допустив перегляд введених карантинних обмежень.
10 липня у Белграді протестувальники кидали димові гранати та смолоскипи під час спроби штурму парламенту. Поліція відреагувала сльозогінним газом, гумовими кулями та кийками. Деякі демонстранти кидали металеві огорожі у бік поліції.
11 липня протести вчергове переросли в масові сутички з поліцією, кілька людей було заарештовано.